# Monte Markham (attore)
Monte Markham (Contea di Manatee, 21 giugno 1935) è un attore e produttore televisivo statunitense.

## Biografia
Figlio di Millie Content e Jesse Edward Markham, commerciante, debuttò a Broadway nel 1973 con il musical Irene.
Apparve in vari film e serie televisive, ma è principalmente ricordato per il ruolo di Barney Hiller in due episodi della serie televisiva L'uomo da sei milioni di dollari. Interpretò il ruolo di Clayton, il fratello gay di Rue McClanahan in Cuori senza età.
In Su e giù per i Caraibi (1987) interpretò la parte di Bill Cronenberg.
Nel 1991 diresse e interpretò il film Anno 2053 - La grande fuga.

## Filmografia parziale

### Cinema
- L'ora delle pistole (Hour of the Gun), regia di John Sturges (1967)
- Anno 2118: progetto X (Project X), regia di William Castle (1968)
- Le pistole dei magnifici sette (Guns of the Magnificent Seven), regia di Paul Wendkos (1969)
- Una donna in attesa di divorzio (One Is a Lonely Number), regia di Mel Stuart (1972)
- Visions..., regia di Lee H. Katzin (1972)
- Nuovo anno, nuovo amore (Ginger in the Morning), regia di Gordon Wiles (1974)
- La battaglia di Midway (Midway), regia di Jack Smight (1976)
- Airport '77, regia di Jerry Jameson (1977)
- Shame, Shame on the Bixby Boys, regia di Anthony Bowers (1978)
- The Ghosts of Buxley Hall, regia di Bruce Bilson (1980)
- Separate Ways, regia di Howard Avedis (1981)
- Off the Wall, regia di Rick Friedberg (1983)
- Jake Speed, regia di Andrew Lane (1986)
- Su e giù per i Caraibi (Hot Pursuit), regia di Steven Lisberger (1987)
- Defense Play, regia di Monte Markham (1988)
- Judgement Day, regia di Ferde Grofé Jr. (1988)
- Anno 2053 - La grande fuga (Neon City), regia di Monte Markham (1991)
- Beach Bar: The Movie, regia di Mark Maine (2011)
- Music High, regia di Mark Maine (2012)
- Life Partners, regia di Susanna Fogel (2014)
- La casa dell'orrore (We Are Still Here), regia di Ted Geoghegan (2015)
- The Rift: Dark Side of the Moon, regia di Dejan Zecevic (2016)
- Death of the Sheik, regia di Vladislav Alex Kozlov (2017)
- Get Married or Die, regia di Michael S. Feinstein (2018)
- Edge of Isolation, regia di Jeff Houkal (2018)
- Daddy Issues, regia di Amara Cash (2018)
- Reborn, regia di Julian Richards
- The 11th Green, regia di Christopher Münch (2020)
- A Dark Foe, regia di Maria Gabriela Cardenas (2020)
- Acquitted by Faith, regia di Daniel Lusko (2020)

### Televisione
- Missione impossibile (Mission: Impossible) – serie TV, episodi 1x04-1x05 (1966)
- Iron Horse – serie TV, episodio 1x28 (1967)
- The Second Hundred Years – serie TV, 29 episodi (1967-1968)
- F.B.I. (The F.B.I.) – serie TV, episodi 4x10-6x04-7x14 (1968-1971)
- Arrivano le spose (Here Come the Brides) – serie TV, episodio 1x14 (1969)
- Mod Squad, i ragazzi di Greer (The Mod Squad) – serie TV, episodio 1x17 (1969)
- Tony e il professore (My Friend Tony) – serie TV, episodio  1x16 (1969)
- Mr. Deeds Goes to Town – serie TV (1969-1970)
- Bracken's World – serie TV, episodio 1x18 (1970)
- Il virginiano (The Virginian) – serie TV, episodio 9x06 (1970)
- Ai confini dell'Arizona (The High Chaparral) – serie TV, episodio 4x08 (1970)
- Gli eroi di Hogan (Hogan's Heroes) – serie TV, episodio 6x08 (1970)
- Giovani ribelli (The Young Rebels) – serie TV, un episodio (1970)
- The Bold Ones: The Lawyers – serie TV, un episodio (1970)
- Love, American Style – serie TV, episodi 1x16-2x10-3x08 (1970-1971)
- Hawaii Squadra Cinque Zero (Hawaii Five-O) – serie TV, 4 episodi (1970-1980)
- Death Takes a Holiday, regia di Robert Butler – film TV (1971)
- Mary Tyler Moore – serie TV, episodio 1x17 (1971)
- Dan August – serie TV, episodio 1x16 (1971)
- Reporter alla ribalta (The Name of the Game) – serie TV, episodio 3x19 (1971)
- Due onesti fuorilegge (Alias Smith and Jones) – serie TV, episodio 2x06 (1971)
- Funny Face – serie TV, un episodio (1971)
- Sarge – serie TV, un episodio (1971)
- The Astronaut, regia di Robert Michael Lewis – film TV (1972)
- Le pazze storie di Dick Van Dyke (The New Dick Van Dyke Show) – serie TV, episodio 1x22 (1972)
- Medical Center – serie TV, episodi 3x20-6x01 (1972-1974)
- The New Adventures of Perry Mason – serie TV (1973-1974)
- Il cacciatore (The Manhunter) – serie TV, un episodio (1974)
- Pepper Anderson - Agente speciale (Police Woman) – serie TV, episodi 1x09-4x02 (1974-1977)
- L'uomo da sei milioni di dollari (Six Million Dollar Man) – serie TV, 2 episodi (1974-1975)
- Barnaby Jones – serie TV, episodio 3x20 (1975)
- Hustling, regia di Joseph Sargent – film TV (1975)
- Cannon – serie TV, episodio 4x22 (1975)
- Caribe – serie TV, un episodio (1975)
- Ellery Queen – serie TV, episodio 1x00 (1975)
- Lotta per la vita (Medical Story) – serie TV, un episodio (1975)
- L'uomo invisibile (The Invisible Man) – serie TV, un episodio (1976)
- McNaughton's Daughter – serie TV, un episodio (1976)
- Quincy (Quincy, M.E.) – serie TV, episodio 1x02 (1976)
- Racconti della frontiera (The Quest) – serie TV, episodio 1x11 (1976)
- Nel tunnel dei misteri con Nancy Drew e gli Hardy Boys (The Hardy Boys/Nancy Drew Mysteries) – serie TV, episodio 1x02 (1977)
- Lucan – serie TV, un episodio (1978)
- What Really Happened to the Class of '65? – serie TV, un episodio (1978)
- The Littlest Hobo – serie TV, un episodio (1979)
- Trapper John (Trapper John, M.D.) – serie TV, episodio 1x04 (1979)
- Un uomo chiamato Sloane (A Man Called Sloane) – serie TV, un episodio (1979)
- La famiglia Bradford (Eight is enough) – serie TV, episodio 4x24 (1980)
- L'incredibile Hulk (The Incredible Hulk) – serie TV, episodio 4x02 (1980)
- Disneyland – serie TV, un episodio (1980)
- Alle soglie del futuro (Beyond Westworld) – serie TV, un episodio (1980)
- Love Boat (The Love Boat) – serie TV, episodio 4x10 (1980)
- Fantasilandia (Fantasy Island) – serie TV, 4 episodi (1980-1983)
- Dallas – serie TV (1981)
- Cuore e batticuore (Hart to Hart) – serie TV, episodio 3x04 (1981)
- Professione pericolo (The Fall Guy) – serie TV, episodi 1x09-1x10 (1982)
- F.B.I. oggi (Today's F.B.I.) – serie TV, un episodio (1982)
- Bret Maverick – serie TV, episodio 1x13 (1982)
- Matt Houston – serie TV, episodio 1x09 (1982)
- Jack Holborn – miniserie TV (1982)
- Hotline, regia di Jerry Jameson – film TV (1982)
- Simon & Simon – serie TV, episodio 2x12 (1983)
- Hotel – serie TV, episodi 1x12-4x19 (1983-1987)
- A-Team (The A-Team) – serie TV, episodio 2x16 (1984)
- Master (The Master) – serie TV, un episodio (1984)
- Detective per amore (Finder of Lost Loves) – serie TV, episodio 1x01 (1984)
- Rituals – serie TV, 14 episodi (1984-1985)
- Blacke's Magic – serie TV, un episodio (1986)
- La signora in giallo (Murder, She Wrote) – serie TV, 4 episodi (1986-1993)
- Scuola di football (1st & Ten) – serie TV, episodi 4x01-4x12 (1988)
- Cuori senza età (The Golden Girls) – serie TV, episodi 4x09-6x14 (1988-1991)
- Baywatch - Panico a Malibù (Baywatch: Panic at Malibu Pier) – film TV (1989)
- Baywatch – serie TV (1989-1992)
- Melrose Place – serie TV (1994)
- Grace Under Fire – serie TV, 2 episodi (1994)
- Biography – docuserie, un episodio (1995)
- La legge di Burke (Burke's Law) – serie TV, un episodio (1995)
- Piranha - La morte viene dall'acqua (Piranha), regia di Scott P. Levy – film TV (1995)
- Campus Cops – serie TV (1995-1996)
- Star Trek: Deep Space Nine – serie TV, episodio 5x07 (1996)
- The Great Ships – serie TV (1996-2005)
- Un detective in corsia (Diagnosis: Murder) – serie TV, episodio 6x11 (1998)
- Tesoro, mi si sono ristretti i ragazzi (Honey, I Shrunk the Kids: The TV Show) – serie TV, 2 episodi (1999)
- Chinatown: Strangers in a StrangeLand – film TV (1999)
- Fly Past – miniserie TV (2001)
- Cold Case - Delitti irrisolti (Cold Case) – serie TV, episodio 6x14 (2009)
- Fringe – serie TV, episodi 4x07-4x14 (2012)
- Leverage - Consulenze illegali (Leverage) – serie TV, episodio 5x09 (2012)
- The PET Squad Files – serie TV, un episodio (2015)

## Videogiochi
- Fallout: New Vegas (2010)

## Doppiatori italiani
Nelle versioni in italiano delle opere in cui ha recitato, Monte Markham è stato doppiato da:
- Oreste Rizzini in Una donna in attesa di divorzio, Baywatch
- Michele Gammino in Ellery Queen, Leverage - Consulenze illegali
- Luciano De Ambrosis in L'ora delle pistole
- Massimo Rinaldi in La famiglia Bradford
- Augusto Di Bono in Rituals
- Guido De Salvi in La signora in giallo (ep. 2x18)
- Michele Kalamera in La signora in giallo (ep. 4x11)
- Gianni Giuliano in La signora in giallo (ep. 7x11, 9x21)
- Carlo Sabatini in Su e giù per i Caraibi
- Sandro Iovino in Cuori senza età (ep. 4x09)
- Renato Cortesi in Cuori senza età (ep. 6x14)
- Saverio Moriones in Cold Case - Delitti irrisolti
- Mauro Magliozzi in Fringe